# Bảo tàng Vùng Nidzica ở Nidzica
Bảo tàng Vùng Nidzica ở Nidzica (tiếng Ba Lan: Muzeum Ziemi Nidzickiej w Nidzicy) là một bảo tàng có trụ sở tại Nidzica, Ba Lan. Bảo tàng Vùng Nidzica là một đơn vị tổ chức thành phố, hoạt động trong cơ cấu tổ chức của Trung tâm Văn hóa Nidzica. Trụ sở của Bảo tàng là Lâu đài Nidzica.

## Triển lãm
Bộ sưu tập của Bảo tàng Vùng Nidzica ở Nidzica hiện đang bao gồm một triển lãm thường trực chiếm bốn phòng của lâu đài mang tên "Từ lịch sử của Vùng Nidzica". Triển lãm này bao gồm:
- những món quà lưu niệm liên quan đến lịch sử của thành phố và khu vực xung quanh, từ thời Phổ đến Chiến tranh thế giới thứ hai
- bản sao những vũ khí bộ binh được sử dụng trong Trận Grunwald
- vật dụng của các hộ gia đình nông dân vùng Masuria, và các thứ khác

Ngoài ra, những nơi sau đây cũng được mở cửa cho công chúng tham quan: "Hội trường Hiệp sĩ" (trước đây từng là trụ sở của thị trưởng, nhà nguyện và phòng ăn của tu viện), phòng trưng bày Hieronim Skurpski, và một phòng được gọi là "Galeria pod Belka" (nằm trong nơi trước đây là kho thóc của các hiệp sĩ Teuton).

## Giờ mở cửa
Lâu dài và Bảo tàng hoạt động quanh năm, mở cửa từ thứ Ba đến thứ Bảy (từ tháng 10 đến tháng 4) và mở cửa tất cả các ngày trong tuần vào các tháng còn lại. Khách tham quan phải trả phí vào cửa.